# The Tryp
The Tryp ist eine 1999 in Salzburg (Österreich) gegründete Band, bestehend aus der Sängerin Reeva, dem Produzenten Tom Pi sowie Schlagzeuger Flo. Der Bandname basiert auf dem englischen Wort Trip (Ausflug, Reise).

## Geschichte
Thomas Pühringer (alias Tom Pi) wurde in Helpfau-Uttendorf in Oberösterreich geboren und sammelte seit seinem 18. Lebensjahr als Musiker und Produzent in verschiedenen Rock- und Pop-Formationen Erfahrung. Eva Maria Reiter (alias Reeva), in Salzburg geboren, besuchte schon als Kind die musikalische Früherziehung am Orff-Schulwerk, wurde danach in einer Salzburger Musikhauptschule grundlegend in Gesang und klassischer Gitarre ausgebildet und studierte in Wien Popgesang.
Sie hatte ebenfalls bereits mehrfache Bühnenerfahrung als Sängerin in verschiedenen Coverbands und in der Salzburger Formation Cosmic Debris, als die beiden sich 1995 bei einem gemeinsamen Projekt kennenlernten: Reeva steuerte Backing Vocals zu einigen Songs der Gothic-Metal-Band Kaleidoscope Sunrise bei, in der Tom Pi zum damaligen Zeitpunkt als Gitarrist und Songwriter tätig war. Als Ende der 90er Jahre das digitale Recording immer mehr Bedeutung erlangte, machte Tom Pi den Vorschlag, das gemeinsame Trip-Hop-Band-Projekt The Tryp zu gründen.
Zwischen 1999 und 2002 nahmen Tom Pi und Reeva an vielen Bandwettbewerben teil, spielten 2001 auf der Hauptbühne des Donauinselfests und produzierten in Eigenregie drei Alben (1999 The Tryp, 2001 oo und 2002 ...in mind...).
2002 gelang es ihnen, mit dem Song Guider in die Hot Rotation des nationalen Jugendmusiksenders FM4 aufgenommen zu werden. Über die Online-Musik-Plattform FM4-Soundpark wuchs österreichweit zusätzlich der Bekanntheitsgrad. Infolgedessen wurde das Duo unter anderem für Supportgigs mit dZihan & Kamien und I Am Kloot sowie für eine FM4-Soundpark-Tour durch Österreich gebucht. Im Anschluss erhielt Reeva einen Solovertrag eines Talentscouts von Virgin Records und stieg aus dem gemeinsamen Projekt aus.
Tom Pi engagierte daraufhin Sängerin Priska Schwarz aus Salzburg, die Gesangsparts für das Projekt zu übernehmen, um die bereits bestätigten Live-Buchungen erfüllen zu können. In dieser Formation entstand, wieder in Eigenregie, im Jahr 2003 das Album Human Animal, das jedoch weit hinter den Erwartungen zurückblieb. Knapp zwei Jahre später stieß Reeva wieder zu The Tryp; Ende 2004 begannen die gemeinsamen Arbeiten an neuem Songmaterial. Ende 2005 erschien das Debütalbum Magnetic Storm über den Vertrieb Huge Music Entertainment.
Mittlerweile bildeten Tom Pi und Reeva mit dem Salzburger Schlagzeuger Florian Bärthlein ein Trio. Die Arbeit am Folge-Album Get Your Dresses On wurde durch mehrere Babypausen der Bandmitglieder unterbrochen. Anfang 2012 gründete Reeva ihr eigenes Label Guider Records und unterschrieb gemeinsam mit The Tryp einen Vertriebsvertrag mit Hoanzl. Am 13. April 2012 erschien die Single Superhero Powers, an der auch ein Salzburger Kinderchor mitgewirkt hatte. Das dazugehörige Video wurde bereits am 11. April 2012 auf youtube veröffentlicht.
Am 4. Mai 2012 wurde das Album Get Your Dresses On ebenfalls in Kooperation mit Hoanzl veröffentlicht und stand einige Monate im österreichischen Handel.

## Diskografie

### Alben
- 2005: Magnetic Storm
- 2012: Get Your Dresses On

### Singles
- 2012: Superhero Powers